# Martin Heidegger et la question de la liberté
S'il n'y a pas de chapitre spécifiquement consacré à la Question de la Liberté dans Être et Temps selon la remarque de Hadrien France-Lanord, on a cependant pu dire que « la pensée de Heidegger demeure jusqu’à la fin une pensée de la liberté tout comme elle est une pensée du temps », comme le souligne le philosophe allemand Günter Figal dans son « Martin Heidegger. Phänomenologie der Freiheit », qui voit toute l'analyse du Dasein constituer une introduction à la compréhension de ce que veut dire pour lui la liberté, cité par Hans Ruin (Université de Södertörn, Stockholm).
Martin Heidegger n'est donc pas directement le philosophe de la liberté mais celui de la « Vérité de l'être » et c'est en tant que seul être exposé à la vérité de l'être que la possibilité de la liberté apparaît.

« la question de l'essence de la liberté humaine est la question fondamentale de la philosophie, où même la question de l'être est engagée. »

— Martin Heidegger
Alexander Schnell attribue à Heidegger une conception encore toute imprégnée de subjectivité à l'époque d’Être et Temps, conception qu'il va progressivement abandonner, au début des années 1930, dans les œuvres majeures qui suivent pour la vision d'un « être-là » humain, dans la seule perspective de son existence factuelle et concrète dans laquelle la liberté apparaît comme l'essence de l'homme. En mettant l'homme face à l'étant dans sa totalité Heidegger va mettre en œuvre une véritable métaphysique de la liberté. Dans une ultime étape, la question de la liberté se verra dissoute dans la question primordiale de « la vérité de l'Être ».
Dans son étude Hans Ruin note que plutôt qu'à une définition de ce concept on assiste dans l'œuvre du philosophe à « l’élaboration continue du phénomène de liberté, qui prend la forme de confrontations historiques avec les œuvres de Emmanuel Kant et de Schelling », les deux grands penseurs de « l'idéalisme allemand ».

## L'impossible liberté dans la pensée métaphysique
Au sens courant, la liberté est perçue comme l'absence de contrainte qui accompagnerait « la conscience d'un pouvoir indéterminé et la capacité d'un commencement absolu », qui s'exprime plus vulgairement dans l'expression « de pouvoir faire tout ce que l'on désire ». Il s'avère que cette liberté rencontre partout et toujours la contrainte, que ce soit en société par la loi, en morale avec la conscience morale, dans la nature avec ses lois physiques et son déterminisme général. Les philosophes, depuis toujours, se sont épuisés à « opposer stérilement un déterminisme objectif et une liberté subjective, à montrer que les deux sont pensables ensemble, qu'il n'y a pas de contradiction à penser le même acte à la fois comme déterminé et libre ».
La liberté s'oppose en général au déterminisme, au fatalisme et à toute « pensée qui soutient la doctrine selon laquelle les êtres naturels sont soumis à une nécessité stricte qui les détermine entièrement et selon laquelle la volonté humaine n'est pas libre ». Dès le début la conciliation entre déterminisme rationnel, liberté et responsabilité humaine est apparue impossible. Cette « aporie » s'est poursuivie jusqu'à Emmanuel Kant dans le cadre de sa troisième antinomie : « suis-je libre, ou suis-je conduit par le destin ? ».
Shopenhauer explique par l'influence du christianisme la persistance de cette illusion que constitue pour lui le « libre arbitre ».
Pour résoudre l'aporie, Heidegger entreprend « d'explorer les ressources cachées et les implications du « phénomène » de la liberté et de son concept, afin de prendre une décision concernant sa possibilité philosophique ». Il recense, notamment dans le cours sur Schelling (1936), cinq traits correspondant à cinq modes d'accès au concept de liberté. Les quatre premiers relevant de la « métaphysique », le cinquième qui fera l'objet du plus grand développement est spécifiquement attaché à la question de l'existence humaine.
1. la liberté comme pouvoir de commencer par soi-même
2. la liberté comme absence de lien ou (liberté négative)
3. la liberté comme pouvoir de se lier à, pour accomplir ou (liberté positive)
4. la liberté comme auto-détermination  à partir de la loi propre à son essence qui correspond au concept formel de liberté.
5. la liberté comme pouvoir du bien et du mal avec laquelle la question de l'essence de la liberté humaine vient en question.

De plus, penser métaphysiquement la liberté c'est soulever la question de son essence ou de sa « quiddité ». L'interrogation sur le thème de la liberté intervient, depuis toujours, conjointement avec celle qui porte sur la volonté c'est-à-dire, comme le souligne Hadrien France-Lanord, « à partir du moment où l'homme s'est trouvé défini comme sujet [] dont la volonté est devenue la détermination essentielle ». D'où il ressort comme il est dit à propos de son cours De l'essence de la liberté humaine. Introduction à la philosophie que la question particulière de la liberté de l'homme concerne le champ entier de l'interrogation philosophique. C'est pourquoi Heidegger abandonne définitivement la thématique du libre-arbitre.
Avec l'approfondissement des structures de l'être du Dasein que Heidegger substitue au sujet cartésien, va se révéler que le thème de la liberté se trouve sous-jacent à tout Être et Temps bien qu'aucun chapitre ne lui soit directement consacré. Encore une fois, Heidegger prend à revers la tradition : ici encore « il ne travaille pas les questions de la philosophie classique, c'est-à-dire l'articulation entre volonté et liberté mais en amont de cette question, sa possibilité interne ». La liberté fait corps avec l'entente que le Dasein fait de son propre être. Elle est présente « dans les modalités du phénomène unitaire qu'est le Souci Die Sorge » au niveau de la préoccupation quotidienne, elle est encore présente à travers le « souci mutuel », Die Fürsorge véritable. En raison de son lien avec l'existence du  Dasein, la liberté ne peut plus faire l'objet d'une simple définition conclut Hadrien France-Lanord.

## La liberté comme essence de l'homme
L'analytique existentiale dans Être et Temps, se constitue en opposition à la tradition métaphysique ainsi qu'à l'héritage cartésien. On sait que pour ce dernier, dans les Méditations métaphysiques, l’essence de l’homme  comporte  une substance connaissante, qui par principe est libre dans le sens où elle n’est pas, par construction, conditionnée par les lois causales de la nature. En outre Descartes, dès ses premières explorations, caractérise le souci pour la liberté, comme un appel adressé à l’homme et à sa pensée afin de réaliser la plénitude de son être. L'esprit ou la raison en tant que lumière naturelle résument chez lui les conditions de la liberté, bien que la raison non éduquée n'atteigne pas toujours automatiquement la vérité sous la pression des préjugés et de l'ignorance.
Ces deux aspects formels, la définition d'une essence de la liberté à travers l'essence de l'homme et l'appel l'invitant à s'y conformer, vont également se retrouver chez Heidegger. Ils apparaîtront dans le cadre d'une double questionnement, quant à la possibilité pour le Dasein à être considéré comme un être vraiment libre et des voies à emprunter pour qu'il le soit. Emmanuel Kant ouvrira encore la perspective en mettant en avant deux sens à l'idée de la liberté. D'abord présentée par la Dialectique transcendantale comme une idée cosmologique et transcendantal de la raison pure, la liberté va devenir pratique dans la Deuxième critique et posséder un mode de révélation empirique, ce qui lui permet d'être concrètement expérimentée note Annick Bélanger, de l'Université Laval. Plus tard, Éric Pommier, notera dans les Cahiers philosophiques que Bergson en s'attachant au « vécu » détruira concrètement l'antinomie entre déterminisme et « libre arbitre ».
Malgré ces prédécesseurs, que l'on pense pouvoir lui trouver, Henri Birault estime que la pensée d'Heidegger ne trouve aucune préfiguration  dans l'histoire de la métaphysique occidentale, que l'on pense à la liberté négative, positive, à la liberté de choix ou à la liberté dite de spontanéité. Dans Être et Temps. La définition d'une essence de la liberté à travers l'essence de l'homme et l'appel l'invitant à s'y conformer, vont se retrouver chez Heidegger, notamment dans son livre phare de 1927 Être et Temps. Ils y apparaîtront toutefois, comme précédé d'une interrogation fondamentale quant à l'« être de l'homme », qui redevient, pour le philosophe, une question préalable, qui change tout.
Après Être et Temps, Heidegger, qui radicalise la « question de l'être », va être amené à changer encore de perspective. Il cherche à dépasser les conditions existentielles concrètes de la vie de l'homme telles que celles mises à découvert dans l'analytique existentiale qui lui a donné le premier concept de la liberté. Il s'intéresse dorénavant à l'« être-là » humain dans sa position singulière vis-à-vis de l'étant tout entier, à partir de quoi il espère bâtir une « véritable métaphysique de la Liberté » note Alexander Schnell.
Les nouvelles caractéristiques essentielles de cet « être-là », devenu Da-sein, seront la neutralité et le fait qu'il soit la source originaire de tout exister. Il devient possible de penser dans ce cadre, son existence comme libre, et de comprendre son « isolement », sa  Vereinzelung  non plus seulement sur un plan existentiel (qui correspondrait à la simple solitude), mais dans l'absolu métaphysique.

### La possibilité d'une existence libre
Dans Être et Temps Heidegger affirme « le Dasein est la possibilité d'être libre en vue du pouvoir être le plus propre » (Être et Temps (SZ p. 144)).. Cette affirmation ne va pas de soi, Heidegger consacre plus loin tout un chapitre de son ouvrage (SZ p. 267) pour en attester la possibilité à travers l'interprétation du phénomène de la « voix de la conscience ».

#### Le piège duOn
En régime de quotidienneté, le Dasein est perdu dans le « On ». Il se plie à d'innombrables règles de comportement. La question n'est plus de savoir si dans telle situation le Dasein aurait pu agir autrement qu'il ne l'a fait, ce que l'on appelle traditionnellement la question du « libre arbitre », mais de savoir si le Dasein a pu « choisir ce choix », et se « décider pour un pouvoir-être puisé dans le soi-même le plus propre »,. Pour Heidegger, la possibilité d'un tel « pouvoir-être authentique », le « pouvoir se choisir », en quittant le sol des seuls choix existentiels, est attestée par la « voix de la conscience », voix qui n'a ni le sens théologique ni le sens moral qu'on lui attribue habituellement.
Dans le « train-train » journalier, le pire c'est le règne de l'indifférence et le nivellement de toutes différences, dans un monde  où tout se vaut et tout passe au rythme de la mode et des médias (Martin Heidegger, Être et Temps §9 (SZ p. 44)). D'après Heidegger, le mode de compréhension du «Dasein» pris dans la vie quotidienne est celui de la médiocrité, Durchschnittlichkeit. Cette médiocrité le dispense d'une compréhension originelle et de prendre en charge le souci d'exercer sa propre ou liberté de jugement. Le rapport originel au « ce-sur-quoi » de la parole se perd donc dans le « dit » public et le communiqué.
Il s'agira d'abord d'extraire l'« être-là » de l'anonymat du « On » pour l'isoler et le mettre en état d'expérimenter son être au monde le plus propre, afin de lui restituer son autonomie.

#### La liberté passe par l'esseulement (Vereinzelung) préalable
Dans la situation d'un Dasein constamment déchu et perdu dans le « On », qui pense toujours comme pense l'opinion moyenne, la reconquête d'un « pouvoir être authentique » dessine le chemin de la liberté. Là où l'homme existe, il y a toujours écart (recul), ressenti entre lui et le « Tout » du « monde ». Cette conquête, à rebours du dévalement toujours à l'œuvre, n'est pas facile, elle est même coûteuse nous dit Jean Greisch, car « elle va faire l'objet d'un choix qui n'a jamais encore eu lieu, un choix à la première personne, le choix du Soi ». En effet ce dévalement a paradoxalement pour Heidegger « le caractère d'une fuite », une fuite (voir Être et Temps SZ p. 184) qui ne peut signifier qu'une fuite devant le soi-même, par conséquent le mouvement inverse ne sera pas celui d'un retour idyllique vers le lieu d'une plénitude perdue mais autre chose, « la conquête d'une difficile liberté compromise dans le On ». Jean Greisch parle d'une « longue quête de l'intégralité du Dasein ». De ce fait dans Être et Temps, la tonalité privilégiée de ce chemin parcouru à rebours ne peut être que transi d'angoisse.
Contrairement à Descartes, qui lui aussi avait parlé de la nécessité de se libérer des erreurs et des conceptions fausses qui entravent la lumière naturelle de la raison, Heidegger considère que compte tenu du « vérouillement »  de « l'être-là », déchu dans le tourbillon mondain, celui-ci est dans l'incapacité de s'en extraire par lui-même (par sa seule volonté), et donc de remplir les conditions de sa propre liberté de choix. Chez Heidegger, l'extraction de l'emprise du « On» va demander, pour briser cette emprise, l'appel à quelque chose qui pourra jouer le rôle que joue le divin notamment chez Luther (voir Heidegger et Luther), quelque chose d'extrême, de quasiment eschatologique pour l'être humain, sur lequel l'homme n'a aucune prise, et qui ne peut être pour lui que « la mort et son devancement ». Par-dessus toutes les interprétations morales que récuse Heidegger, le recouvrement de sa possibilité la plus propre implique au préalable pour le Dasein de devenir libre pour l'appel c'est-à-dire, selon l'expression rapportée par Jean Greisch, de« vouloir-avoir-conscience ». Heidegger estime que la liberté  de « se choisir » est synonyme de la notion d'« être-en dette »,.
Ce qui lui appartient en propre (ce qui dans le soi est proprement soi-même), ce qui est visé, n'a pas le sens d'un contenu à remplir, mais d'une manière de vivre le monde, Die Weise, une manière qui aurait été perdue dans le dévalement auprès des choses, dans le monde, souligne Jean-François Marquet.

#### L'assise ontologique du Soi propre et de la liberté
Avec l'angoisse qui sépare (isole), en allemand la Vereinzelung, et l'anticipation de la mort, qui aiguise cette séparation, l'orientation de la vie et le souci Besorgen vont s'inverser, passant des préoccupations mondaines vers l'être de l' « être-là » ; le Dasein se libère de ses contingences, en s'isolant absolument écrit Michel Haar. En saisissant sur fond de néant, ses possibilités propres, il manifeste par là une fidélité à son propre soi, fidélité qui définit pour Heidegger « l'existence libre » écrit Jean-Paul Larthomas. Cette démarche est pour le Dasein « résolu » celle de l'accès à son pouvoir être authentique. L'assise ontologique de cette liberté réside dans « l'être-en-avant-de-soi en vue de son pouvoir-être le plus propre » que le Dasein est toujours et à chaque fois.
Concrètement, l'essence de cette liberté découle du phénomène de la Jemeinnigkeit , traduit par «mienneté » ou de préférence « être-chaque-fois-à moi » qui en rend le sens dynamique : « c'est à chaque fois à moi qu'il revient d'être ou de ne pas être ce que j'ai à être ». Par cette décision l'homme a, selon Hadrien France-Lanord, la possibilité de « se choisir », « décision qui est la source de l'essentielle liberté ontologique du Dasein ».
« L'essence métaphysique de ce choix autrement dit sa possibilité interne c'est la liberté » renversant ainsi le rapport traditionnel entre volonté et liberté. Guillaume Badoudal précise que « cette décision est au sens exactement inverse de la possession : car exister c'est se rendre instamment libre pour ce qui de façon toujours unique me regarde au premier chef, moi et personne d'autre ».
L'« être possible » est l'être même du Dasein, le Dasein est donc aussi la possibilité de l'« être-libre » pour le pouvoir être le plus propre. Comme le souligne Hadrien France-Lanord « la liberté n'est pas une propriété parmi d'autres, mais fait corps avec l'entente que le Dasein a de son propre être ». Dès lors, la liberté n'est précisément plus ce qui traditionnellement dispose de possibilités données. Elle est selon la formule lyrique de Jean-Luc Nancy, l'« ouverture » même par laquelle « l'être sans fond de l'existence s'expose dans l'angoisse et dans la joie d'être sans fond et d'être au monde ». De  son côté Jean-François Marquet écrit « le Dasein s'éprouve, dans son isolement, comme pure existence; comme pur Dass, comme nudité du Das dans le néant du monde ».
Saisir dans le coup d'œil de l'instant les grandes formes du possible propre sur un fond de néant va définir« la fidélité à soi d'une existence libre », écrit aussi Jean-Paul Larthomas .

### L'héroïcité de l'existence libre
Dans l'appel silencieux de la conscience, l'« être-là » ou Dasein est convoqué à son pouvoir d'être lui-même. Cet appel insistant, par lequel se manifeste la « voix de la conscience » et qui vise à nous rendre libre de nos choix, s'accompagne par ailleurs du réveil de l' Unheimlichkeit c'est-à-dire du sentiment d'exil et de l'inquiétante étrangeté qui dort le plus souvent caché sous le bavardage mondain. Le chemin du retour ne va pas sans le franchissement d'obstacles fondamentaux à l'accès à ce pouvoir être authentique (voir la section Les obstacles au pouvoir être authentique dans Heidegger et la question de l'existence).
Chez Heidegger, cette injonction à être Soi, prend un très net « caractère d'urgence ». Le Dasein, à l'instar du primo-chrétien, devant l'annonce de la Parousie, « n'a plus le temps », la vie se dérobe, les activités mondaines qui apparaissaient si importantes déchoient de leur statut, le temps de l'affairement et des projets devient l'ennemi du temps pour soi, pour se retrouver, du temps pour le soin de son être. C'est l'attente, et surtout la veille, à l'écoute de l'être qui sont à réinventer, car c'est « ici et maintenant » que la conscience enjoint un mode d'être nouveau, un mode de transparence à soi-même dans lequel il s'agit de « ne plus se raconter d'histoire ». À un tel esprit, la prétention d'une conquête progressive de la sagesse comme but de la vie, prônée par les philosophies traditionnelles, (notamment le Stoïcisme), ne pouvait que paraître dérisoire.
Dans le « Sum moribundus », c'est le moribundus qui donne au sum préalablement son sens et son caractère d'urgence, rappelle Michel Haar ; cogito, inversé où le « devoir mourir » pour le Dasein possède un degré de certitude plus élevé que le cogito. Sur un plan purement existentiel l'homme a à se forcer pour devancer sa mort, et ainsi trouver à s'établir dans sa singularité propre. Michel Haar parle d'un « vouloir s'ouvrir » jusqu'à la limite, jusqu'à la perte de soi, jusqu'à l'« abîme de la liberté » dans ce face à face avec le néant où même le « propre » est délaissé.
Pour Jean-Luc Nancy, si l'on reprend son expression « l' être sans fond de l' existence s'expose dans l'angoisse et dans la joie d'être sans fond et d'être au monde ». Dans l'angoisse, car le Dasein est toujours déjà-jeté dans la vie, sans qu'il y soit pour quelque chose, un être-là  dont il est facticiellement responsable et qu'il ne peut pas ne pas être, un « être-jeté » qu'il doit endurer jusqu'à la mort, la vie reçue en charge comme un fardeau accompagnée de la mort comme possibilité suprême. Mais aussi dans la « Joie» de la « liberté» inaliénable, reçue comme risque d'une existence sans attache, qui peut s'exposer, sans mesure et sans a priori à la vérité de l'étant comme tel. Ce thème de la Joie du Dasein libéré de toutes les contingences qui succède à l'angoisse est repris par Jean-François Marquet.
Heidegger va s'apercevoir que le devancement de la mort, qui ne serait que l'effet d'une volonté, conduit à l'« être-esseulé » mais celui-ci reste encore et toujours, en tant qu'esseulé, un être quelque chose, bien en deçà de l'essence originaire pour un Dasein qui doit pour exister en tant que pur « pouvoir-être », comme un simple « Oui » à l'existence, se confronter, non à la mort, mais au « Néant ». Il est ainsi conduit à abandonner l'« être-là » humain dans sa « concrétude », pour le poser comme « pure existence » et introduire ainsi, avec la possibilité du « Néant », une véritable métaphysique de la liberté, ce qu'Alexander Schnell qualifie de « Tournant Métontologique ». « Le seul rapport adéquat à la liberté en l'homme, c'est que la liberté se libère elle-même en l'homme » écrit Heidegger (cité par Thierry Gontier).

## La liberté comme essence de la vérité
« L'essence de la vérité est la liberté. »

— Martin Heidegger
Heidegger dans cette formulation semble soumettre la vérité à « l'arbitraire et aux caprices d'une liberté purement humaine » écrit Henri Birault. Une telle interprétation constitue un contresens auquel a succombé Sartre. Cette affirmation n'est possible que dans un profond bouleversement du concept de vérité qui n'est plus seulement un problème de concordance mais procède de l'« ouverture » du comportement « qui laisse être l'étant comme tel ».
Juger présuppose que l'« être-le-là », selon la traduction heideggérienne du terme Dasein soit libre à vis-à-vis de la chose, qu'il ait face à elle un certain recul, qu'il la laisse être « ce qu'elle est ». La liberté n'est pas simplement l'absence de contrainte. On se méprendrait toutefois, écrit Henri Birault en comprenant cette liberté comme liberté d'indifférence vis-à-vis de telle position ou de telle autre ; en fait ce qui est en jeu ici c'est l'essence même de la vérité.
Marlène Zarader se demande, à la suite de Heidegger, comment l'étant pourrait-il venir en présence et s'y maintenir « si ce n'était à partir d'un espace de jeu préalable qui seul lui accorde d'éclore comme présent et que le philosophe appelle l'« Ouvert », das Offene ? ». C'est dans cette « ouverture » préalable que l' « être-ouvert », qu'est le Dasein comme l'être découvert de l'étant possèdent la capacité d'être mis en relation. « L'Ouvert est donc en toute rigueur doublement préalable ». Il résulte que « la vérité n'a pas sa résidence originelle dans le jugement » écrit Heidegger dans Vom Wesen der Wahreit.
D'une part l'énoncé n'exprime plus un état interne d'un sujet ce qui poserait le problème du rapport entre cet état interne et la chose extérieure mais « cela même à propos de quoi il énonce quelque chose ». Christian Dubois a cette formule « l'être-vrai (vérité) de l'énoncé doit nécessairement être entendu comme être découvrant ».
- Cela n'est possible que si nous nous comportons toujours déjà par rapport aux choses, non pas dans un simple rapport de conscience mais « affectivement », la Befindlichkeit, comme « être-au-monde », être par essence découvrant. Ce rapport essentiel qui caractérise l' « être-là » en son existence c'est d'« être-toujours-déjà-auprès-de »[47]. La monstration nous dit Marlène Zarader[48] implique un Verhalten : un comportement ou une «disposibilité accueillante » de la part du Dasein.

« D'autre part l'étant ne peut être énoncé tel qu'il est que s'il a préalablement surgi comme tel ». Ce transport auprès de l'étant tel qu'il est en lui-même, ne demande au Dasein, aucun effort, aucun mouvement de sortie et de projection, parce qu'il est par essence toujours auprès des choses. La « Disposition ou Die Befindlichkeit comporte existentialement une dépendance ouvrante par rapport au monde, à partir de laquelle peut se rencontrer ce qui concerne ». L'éclosion de l'« être-vrai », implique ainsi que l'étant « soit laissé être, l'étant qu'il est » autrement dit, la chose ne peut servir de mesure pour le jugement que si le Dasein s'est auparavant rendu libre vis-à-vis d'elle. Cette condition, Heidegger, dans Vom Wesen der Wahrheit ou « Essence de la vérité », l'appelle, Liberté,.
« La liberté se découvre à présent comme ce qui laisse-être l'étant » conclut Heidegger.

## La liberté comme don de l'être
Hadrien France-Lanord distingue la manière dont l'être-là se rend libre vis-à-vis de ce qui se manifeste à lui et d'autre part « l'ouvert qui laisse être l'étant au sens où il le laisse se manifester dans la présence ». Il faut ici penser la présence à la manière grecque comme jaillissement (alètheia), et laisser-être, pour que la vérité se déploie comme liberté.
L'auteur de l'article insiste pour que la nature de ce « laisser-être » qui dévoile le monde dans lequel l'être humain est engagé  ne soit pas confondue avec une quelconque passivité. En remontant à la source première tous les malentendus psychologiques de la subjectivité sont subvertis. Hans Ruin relève que ce « laisser-être » « signifie s’exposer, au sens d’un dépassement au sein du dévoilement des étants ».
On reprendra quelques formules chocs  du philosophe
- « Le Da-sein existant comme laisser-être de l'étant « libère »  l'homme pour sa « liberté » »
- « L'homme ne possède pas la « liberté » comme une propriété mais tout au contraire c'est la liberté, le Da-sein existant et dévoilant, qui possède l'homme »[N 17].
- « Tout comportement humain est ouvert à sa manière et se met en harmonie avec ce à quoi, il se rapporte, que le comportement fondamental du « laisser-être » ou Gelassenheit, c'est-à-dire la liberté, lui ait communiqué sous forme de Don la directive de conformer son appréhension à l'étant ».
- « L'homme existe signifie maintenant : l'histoire des possibilités essentielles de l'humanité historique « se trouve ménagée » pour celle-ci dans le dévoilement de l'étant en totalité. Selon la manière dont est présente l'essence originaire de la vérité, naissent les quelques décisions capitales de l'histoire ».

Pour  le Dasein au-delà de l'image du « berger de l'être » auquel semble renvoyer, le thème de la Gelassenheit, du « laisser-être », Michel Haar insiste sur sa mission de « lieu-tenant du néant ».